# Lac Yanawayin
Yanawayin est un lac de la cordillère des Andes péruviennes centrales. Il se trouve dans la région de Lima, province de Huaral, district d'Andamarca, près du village de Yanawayin (Yanahuain),. 

## Glissement de terrain
Le site a fait la une des journaux mondiaux en 1971 quand, le 18 mars, une avalanche de roches est tombée d'un affleurement de calcaire jointif situé au-dessus du lac. Une vague de 30 mètres a détruit le camp minier de Chungar sur le rivage, propriété de la compagnie minière (Cia Minera Chungar, SA), ainsi que toutes les installations de surface des mines, et tué 200 à 600 mineurs,.